# All in the Family
All in the Family és una sèrie de televisió nord-americana que es va emetre originalment a la cadena de televisió CBS durant nou temporades, de 1971 a 1979. Després, es va continuar amb la sèrie derivada Archie Bunker's Place, que va reprendre on havia acabat All in the Family i es va emetre durant quatre temporades més fins al 1983.
Basada en la sitcom britànica Till Death Us Do Part, All in the Family va ser produïda per Norman Lear i Bud Yorkin. Va ser protagonitzada per Carroll O'Connor, Jean Stapleton, Sally Struthers i Rob Reiner. L'espectacle gira al voltant de la vida d'un pare obrer i la seva família. El programa va començar a descriure temes que abans es consideraven inadequats per a una comèdia televisiva de la cadena nord-americana, com ara el racisme, l'antisemitisme, la infidelitat, l'homosexualitat, l'alliberament de la dona, la violació, la religió, els avortaments involuntaris, l'avortament, el càncer de mama, la guerra del Vietnam, la menopausa i la impotència. A través de la representació d'aquests temes controvertits, la sèrie es va convertir, sens dubte, en un dels programes de còmics més influents de la televisió, ja que va fusionar el format de la sitcom amb moments més dramàtics i conflictes realistes i d'actualitat.
All in the Family sovint es considera als Estats Units com una de les sèries de televisió més importants de la història. Després d'una primera temporada tènue, el programa aviat es va convertir en el programa més vist als Estats Units durant les reposicions d'estiu i després va ocupar el número u en les classificacions anuals de Nielsen de 1971 a 1976. Es va convertir en la primera sèrie de televisió que va assolir la fita d'haver encapçalat les audiències de Nielsen durant cinc anys consecutius. L'episodi "La visita de Sammy" va ocupar el lloc número 13 dels 100 episodis més grans de tots els temps de TV Guide. Els 50 millors programes de televisió de tots els temps de TV Guide van classificar All in the Family com a número quatre. Bravo també va nomenar el protagonista del programa, Archie Bunker, el millor personatge de la televisió de tots els temps. El 2013, el Writers Guild of America va classificar All in the Family com la quarta millor sèrie de televisió escrita de la història.

## Context

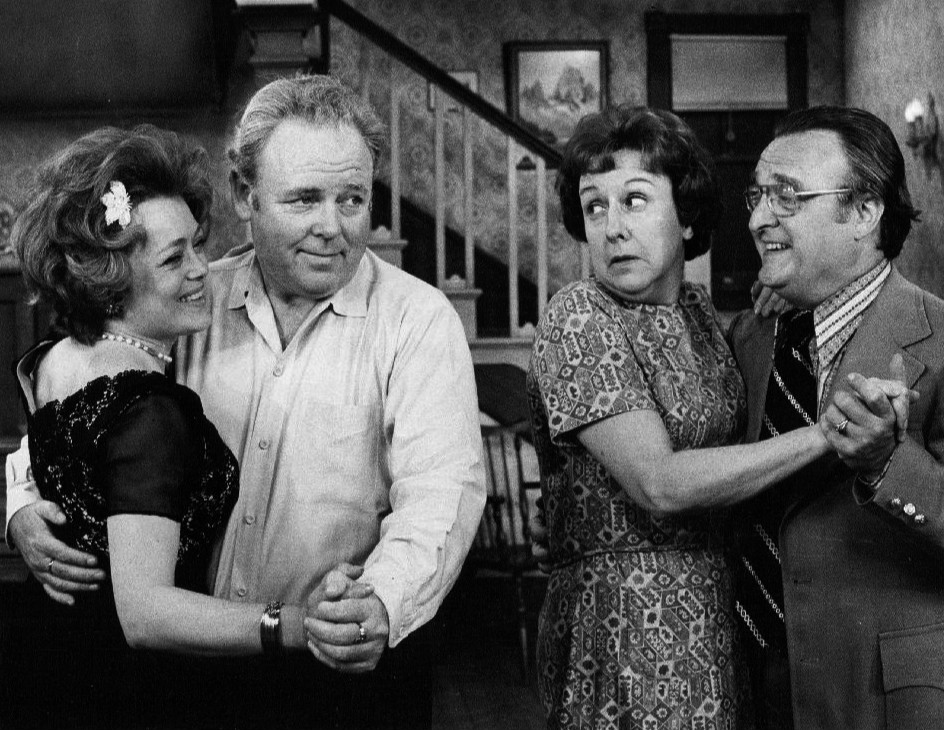
Vincent Gardenia (abans de convertir-se en membre habitual del repartiment com a Frank Lorenzo) i Rue McClanahan van interpretar una Intercanvi de parelles " que coneixen els desprevinguts Bunkers en un episodi de 1972. LR: McClanahan, Carroll O'Connor, Jean Stapleton i Gardenia.

All in the Family tracta sobre una família blanca de classe treballadora que viu a Queens, Nova York. El seu patriarca és Archie Bunker (O'Connor), un home obert i de ment estreta, aparentment amb prejudicis contra tothom que no és com ell o la seva idea de com hauria de ser la gent. La dona d'Archie, Edith (Jean Stapleton) és dolça i comprensiva, encara que una mica ingènua i sense educació; el seu marit de vegades l'anomena despectivament "dingbat". La seva única filla, Gloria (Sally Struthers), és generalment amable i bondadosa com la seva mare, però mostra rastres de la tossuderia i el temperament del seu pare; i a diferència d'ells, és feminista. Gloria està casada amb l'estudiant de postgrau Michael Stivic (Reiner), conegut com "Meathead" per Archie, els valors del qual també estan influenciats i modelats per la contracultura dels anys seixanta. Les dues parelles representen el xoc de valors real entre la generació més gran i els baby boomers. Durant gran part de la sèrie, els Stivic viuen a la casa dels Bunkers per estalviar diners, donant-los una oportunitat abundant per irritar-se els uns als altres.
L'espectacle està ambientat a la secció Astoria de Queens, i la gran majoria d'escenes tenen lloc a la casa dels Bunkers al 704 de Hauser Street. Escenes ocasionals tenen lloc en altres llocs, sobretot durant les temporades posteriors, com ara Kelsey's Bar, una taverna del barri on Archie passa molt de temps i, finalment, compra, i la casa dels Stivic després que Mike i Gloria marxin.
Els personatges secundaris representen la demografia canviant del barri, sobretot els Jefferson, una família negra, que viuen a la casa del costat a les primeres temporades.

## Impacte cultural

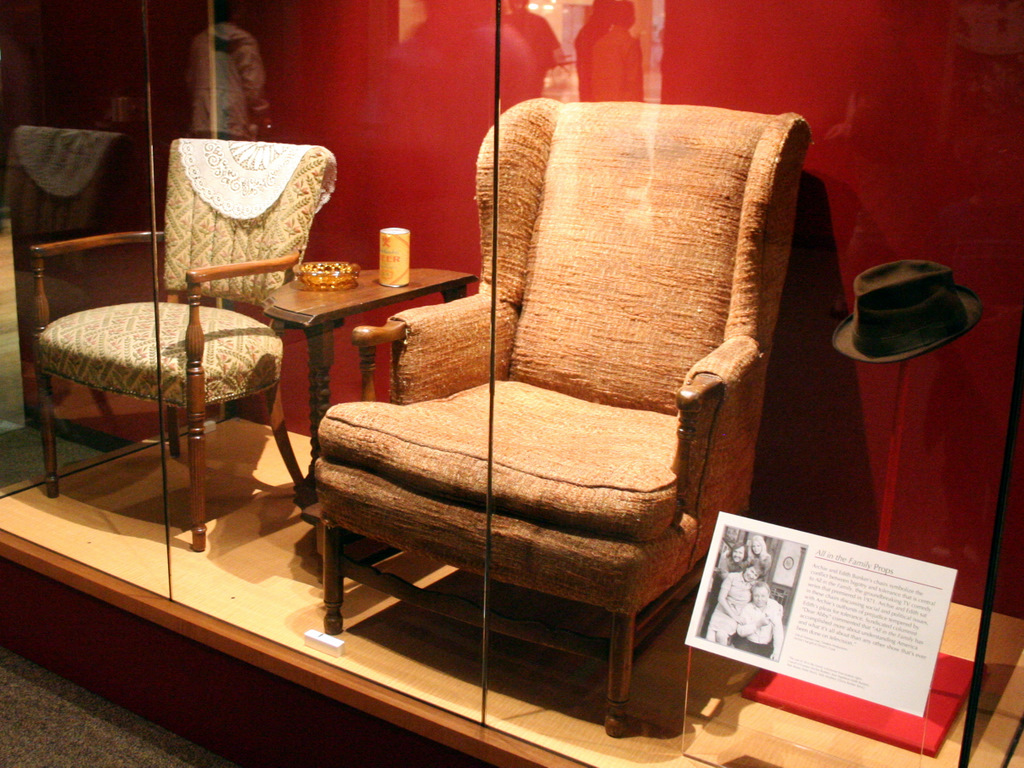
Les cadires d'Archie i Edith Bunker s'exhibeixen al Museu Nacional Smithsonian d'Història Americana

Com un dels programes més aclamats i innovadors de la televisió nord-americana, All in the Family s'ha fet referència o parodiat en innombrables altres formes de mitjans. Les referències d'altres sitcoms inclouen That '70s Show i The Simpsons.
Les populars samarretes, botons i adhesius de para-xocs que mostraven la imatge d'O'Connor i promocionaven amb farsa "Archie Bunker for President" van aparèixer durant l'època de les eleccions presidencials de 1972. El 1998, All in the Family va ser homenatjat amb un segell de 33 cèntims per part de l'USPS.
Les cadires d'Archie i Edith Bunker estan exposades al Museu Nacional d'Història dels Estats Units de l'Smithsonian. Els originals havien estat comprats pel dissenyador de l'espectacle per uns quants dòlars a una botiga de segona mà Goodwill local i es van lliurar a l'Smithsonian (per a una exposició sobre la història de la televisió nord-americana) el 1978. Els productors es van gastar milers de dòlars per crear rèpliques per substituir els originals.
L'aleshores president dels Estats Units, Richard Nixon, va parlar del programa (concretament els episodis de 1971 "Writing the President" i "Judging Books by Covers") en una de les infames cintes de Watergate.
El raper Redman ha fet referències a Archie Bunker en algunes de les seves cançons, concretament el seu fum de cigars grans.

## Temporades
| Temporada | Temporada | Episodis | Episodis | Dates d’emissió        | Dates d’emissió    |
| Temporada | Temporada | Episodis | Episodis | Primera emissió        | Última emissió     |
| --------- | --------- | -------- | -------- | ---------------------- | ------------------ |
|           | 1         | 2        | 2        | 1968                   | 1969               |
|           | 2         | 13       | 13       | 12 de gener de 1971    | 6 d'abril de 1971  |
|           | 3         | 24       | 24       | 18 de setembre de 1971 | 11 de març de 1972 |
|           | 4         | 24       | 24       | 16 de setembre de 1972 | 24 de març de 1973 |
|           | 5         | 24       | 24       | 15 de setembre de 1973 | 16 de març de 1974 |
|           | 6         | 23       | 23       | 14 de setembre de 1974 | 8 de març de 1975  |
|           | 7         | 24       | 24       | 8 de setembre de 1975  | 8 de març de 1976  |
|           | 8         | 25       | 25       | 22 de setembre de 1976 | 12 de març de 1977 |
|           | 9         | 24       | 24       | 2 d'octubre de 1977    | 19 de març de 1978 |
|           | 10        | 24       | 24       | 24 de setembre de 1978 | 8 d'abril de 1979  |

## Valoracions
All in the Family és un dels tres programes de televisió (The Cosby Show i el concurs de telerrealitat musical American Idol són els altres) que han estat número u en les audiències de Nielsen durant cinc temporades consecutives. La sèrie es va mantenir entre les 10 primeres durant set de les seves nou temporades.
| Temporada   | Emissió | Valoracions de Nielsen | Valoracions de Nielsen | Valoracions de Nielsen |
| Temporada   | Emissió | Rànquing               | Valoracions            | Espectadors            |
| ----------- | --- | ---------------------- | ---------------------- | ---------------------- |
| 1 (1970–71) | Dimarts 9:30–10:00 p.m. a la CBS | 34                     | 18.9                   | 11,358,900             |
| 2 (1971–72) | Dissabte 8:00–8:30 p.m. a la CBS | 1                      | 34.0                   | 21,114,000             |
| 3 (1972–73) | Dissabte 8:00–8:30 p.m. a la CBS | 1                      | 33.3                   | 21,578,400             |
| 4 (1973–74) | Dissabte 8:00–8:30 p.m. a la CBS | 1                      | 31.2                   | 20,654,400             |
| 5 (1974–75) | Dissabte 8:00–8:30 p.m. a la CBS | 1                      | 30.2                   | 20,687,000             |
| 6 (1975–76) | Dilluns 9:00–9:30 p.m. a la CBS | 1                      | 30.1                   | 20,949,600             |
| 7 (1976–77) | Dimecres 9:00–9:30 p.m. a la CBS (22 setembre – 27 octubre, 1976) Dissabte 9:00–9:30 p.m. a la CBS (6 novembre, 1976 – 12 març, 1977) | 12                     | 22.9                   | 16,304,800             |
| 8 (1977–78) | Diumenge 9:00–9:30 p.m. a la CBS | 4                      | 24.4                   | 17,787,600             |
| 9 (1978–79) | Diumenge 9:00–9:30 p.m. a la CBS (24 setembre – 1 octubre, 1978) Diumenge 8:00–8:30 p.m. a la CBS (8 octubre, 1978 – 8 abril, 1979)   | 9                      | 24.9                   | 18,550,500             |

El final de la sèrie va ser vist per 40.2 milions d'espectadors.